# نعيم أبو الحمص
نعيم أبو الحمص هو وزير التربية والتعليم الفلسطيني في عام 1996، واستمر في منصبه حتى عام 2006، وعمل بعد استقالته أمينًا عامًا لمجلس الوزراء الفلسطيني عام 2008، إلى أن قدّم استقالته في عام 2011 لرئيس الحكومة الفلسطينية الأسبق سلام فياض، ليعود إلى منصبه محاضرًا في جامعة بيرزيت.
في عام 2009، فاز بانتخابات المجلس الثوري الفلسطيني التي عُقدت أثناء المؤتمر السادس لحركة فتح في بيت لحم وصار عضوًا فيه.

## التحصيل العلمي
نعيم أبو الحُمص حاصل على درجة الدكتوراة في التربية من جامعة سان فرانسيسكو.